# Saleh Abdulhameed
Saleh Abdulhameed (sinh ngày 4 tháng 8 năm 1982) là một cầu thủ bóng đá người Bahrain thi đấu ở vị trí hậu vệ cho Al-Najma.